# Leptobarbus hoevenii
Cá chài hay cá chày (Danh pháp khoa học: Leptobarbus hoevenii) là một loài cá trong họ Cyprinidae. Chúng được tìm thấy ở Vịnh Thai-Malay, Borneo và Sumatra, chúng cũng có tại sông Chao Phraya và sông Mekong. Chúng sống theo đàn và là loài ăn tạp. Chúng còn được gọi là cá lòng tong sợi.

## Đặc điểm
Đây là nhóm cá lòng tong có kích thước tương đối lớn từ 6,4-14,6 cm/con với trọng lượng 3 - 40,5g Thân hình cá thon dài, hơi dẹp bên, đầu to và ngắn, xương nắp mang rộng, miệng ở mút mõm, rạch xiên kéo dài gần đến viền trước mắt, mõm nhọn có vài nốt sần. Thân phủ vẩy tròn to và có hình 6 cạnh, đường bên liên tục hơi cong về phía bụng, chạy dọc và chấm dứt ở nửa dưới cuốn đuôi.
Lưng xám đen hơi vàng, bụng trắng bạc Cá có 2 đôi râu, râu mõm dài hơn râu hàm. Mắt to nằm ở giữa trục thân. Vây lưng ngắn không có tia hóa xương, vây đuôi dài hơn chiếu dài đầu, phân thùy sâu, vây lưng vàng xám, vây ngực vàng nhạt, vây bụng và vây hậu môn đỏ, rìa vây đuôi đỏ cam, sau nắp mang có 1 đốm đen rõ.

## Tập tính
Thức ăn của cá gồm các loại động thực vật, phiêu sinh và ấu trùng côn trùng. Đây là nhóm cá lòng tong có kích thước lớn tuy nhiên sản lượng lại thấp nên ít có giá trị kinh tế.